# Commes
Commes är en kommun i departementet Calvados i regionen Normandie i norra Frankrike. Kommunen ligger i kantonen Ryes som ligger i arrondissementet Bayeux. År 2022 hade Commes 470 invånare.

## Befolkningsutveckling
Antalet invånare i kommunen Commes
Referens: INSEE